# Становлянский район
Становля́нский райо́н — административно-территориальная единица (район) и муниципальное образование (муниципальный район) на северо-западе Липецкой области России.
Административный центр — село Становое.

## География
Площадь — 1350 км². Район граничит с Орловской и Тульской областями, а также с Краснинским, Измалковским и Елецким районами Липецкой области.
Основные реки — Пальна, Семенек

## История
Район образован 30 июля 1928 года в составе Центрально-Чернозёмной области (ЦЧО) (до 1930 входил в Елецкий округ). После разделения ЦЧО 31 декабря 1934 года вошёл в состав Воронежской, а 27 сентября 1937 года — во вновь образованную Орловскую область. После образования 6 января 1954 года Липецкой области включён в её состав.
1 февраля 1963 года в Становлянский влился соседний район — Волы́нский (созданный в мае 1924 года в составе Ефремовского уезда Тульской губернии).
В июне 1984 года в состав села Плоского вошли деревня Становая и пристанционный посёлок Становая. В октябре 1984 года районный центр Становлянского района село Плоское был переименован в село Становое.

## Население
| 1939    | 1959    | 1970    | 1979    | 1989    | 2002    | 2006    |
| ------- | ------- | ------- | ------- | ------- | ------- | ------- |
| 37 651  | ↘26 431 | ↗31 086 | ↘24 536 | ↘21 650 | ↘20 424 | ↘19 400 |
| 2009    | 2010    | 2011    | 2012    | 2013    | 2014    | 2015    |
| ↘18 753 | ↘18 746 | ↘18 655 | ↘18 428 | ↘18 316 | ↘18 234 | ↘18 011 |
| 2016    | 2017    | 2018    | 2021    |         |         |         |
| ↘17 911 | ↘17 711 | ↘17 397 | ↘16 702 |         |         |         |

### Национальный состав
По итогам переписи населения 2020 года проживали следующие национальности (национальности менее 0,1 % и другое, см. в сноске к строке «Другие»):
| Национальность | Численность, чел. | Доля     |
| -------------- | ----------------- | -------- |
| Русские        | 15 799            | 94,59 %  |
| Армяне         | 280               | 1,68 %   |
| Азербайджанцы  | 182               | 1,09 %   |
| Чеченцы        | 76                | 0,46 %   |
| Украинцы       | 50                | 0,30 %   |
| Молдаване      | 26                | 0,16 %   |
| Таджики        | 26                | 0,16 %   |
| Узбеки         | 19                | 0,11 %   |
| Табасараны     | 19                | 0,11 %   |
| Другие         | 225               | 1,34 %   |
| Итого          | 16 702            | 100,00 % |

## Административно-муниципальное устройство
Становлянский район, в рамках административно-территориального устройства области, включает 18 административно-территориальных единиц — 18 сельсоветов.
Становлянский муниципальный район, в рамках организации местного самоуправления, включает 18 муниципальных образований со статусом сельских поселений:
| №  | Муниципальное образование     | Административный центр | Количество населённых пунктов | Население, чел. | Площадь, км² |
| -- | ----------------------------- | ---------------------- | ----------------------------- | --------------- | ------------ |
| 1  | Георгиевский сельсовет        | деревня Палёнка        | 10                            | ↘462            | 68,24        |
| 2  | Грунино-Воргольский сельсовет | село Грунин Воргол     | 2                             | ↘375            | 60,53        |
| 3  | Кирилловский сельсовет        | село Кириллово         | 5                             | ↗1041           | 95,81        |
| 4  | Красно-Полянский сельсовет    | село Самохваловка      | 6                             | ↘417            | 79,05        |
| 5  | Ламской сельсовет             | село Ламское           | 8                             | ↘661            | 50,15        |
| 6  | Лесно-Локотецкий сельсовет    | деревня Барсуково      | 11                            | ↘716            | 96,76        |
| 7  | Лукьяновский сельсовет        | деревня Лукьяновка     | 10                            | ↘632            | 59,14        |
| 8  | Михайловский сельсовет        | село Толстая Дубрава   | 11                            | ↗1001           | 109,67       |
| 9  | Огнёвский сельсовет           | деревня Плоты          | 5                             | ↘493            | 47,65        |
| 10 | Островский сельсовет          | село Берёзовка         | 9                             | ↘504            | 94,46        |
| 11 | Пальна-Михайловский сельсовет | село Пальна-Михайловка | 6                             | ↘674            | 81,67        |
| 12 | Петрищевский сельсовет        | село Дмитриевка        | 9                             | ↗753            | 100,40       |
| 13 | Соловьёвский сельсовет        | село Соловьёво         | 4                             | ↘639            | 56,47        |
| 14 | Становлянский сельсовет       | село Становое          | 2                             | ↘5506           | 46,36        |
| 15 | Телегинский сельсовет         | село Тростное          | 8                             | ↗1462           | 89,10        |
| 16 | Успенский сельсовет           | село Чернолес          | 6                             | ↗750            | 114,95       |
| 17 | Чемодановский сельсовет       | деревня Чемоданово     | 4                             | ↘290            | 53,92        |
| 18 | Ястребиновский сельсовет      | деревня Яркино         | 6                             | ↘326            | 44,62        |

## Населённые пункты
В Становлянском районе 122 населённых пункта.
| №   | Населённый пункт        | Тип           | Население | Муниципальное образование     |
| --- | ----------------------- | ------------- | --------- | ----------------------------- |
| 1   | 2-я Ламская             | деревня       | 27        | Михайловский сельсовет        |
| 2   | 386 км                  | ж.д. комбинат | 16        | Ястребиновский сельсовет      |
| 3   | Агеевка                 | деревня       | 10        | Телегинский сельсовет         |
| 4   | Александровка           | деревня       | 63        | Михайловский сельсовет        |
| 5   | Алексеевка              | деревня       | 3         | Пальна-Михайловский сельсовет |
| 6   | Алексеевка-Вторая       | деревня       | 2         | Михайловский сельсовет        |
| 7   | Арсентьево              | деревня       | 199       | Кирилловский сельсовет        |
| 8   | Бабарыкино              | ж.д. станция  | 182       | Лукьяновский сельсовет        |
| 9   | Баевка                  | деревня       | 58        | Кирилловский сельсовет        |
| 10  | Барсуково               | деревня       | 428       | Лесно-Локотецкий сельсовет    |
| 11  | Бекетовка               | деревня       | 8         | Лесно-Локотецкий сельсовет    |
| 12  | Белевец                 | деревня       | 72        | Пальна-Михайловский сельсовет |
| 13  | Березовая Роща          | деревня       | 38        | Красно-Полянский сельсовет    |
| 14  | Берёзовка               | село          | 406       | Островский сельсовет          |
| 15  | Большие Бутырки         | деревня       | 18        | Лесно-Локотецкий сельсовет    |
| 16  | Большие Выселки         | деревня       | 1         | Успенский сельсовет           |
| 17  | Большой Лотошок         | деревня       | 21        | Михайловский сельсовет        |
| 18  | Бродки                  | деревня       | 265       | Красно-Полянский сельсовет    |
| 19  | Брусенцево              | деревня       | 4         | Лесно-Локотецкий сельсовет    |
| 20  | Бунино                  | деревня       | 31        | Телегинский сельсовет         |
| 21  | Бутырки                 | деревня       | 120       | Соловьёвский сельсовет        |
| 22  | Веригино                | село          | 3         | Островский сельсовет          |
| 23  | Вишневая                | деревня       | 115       | Чемодановский сельсовет       |
| 24  | Волынское               | деревня       | 0         | Лесно-Локотецкий сельсовет    |
| 25  | Воскресеновский         | посёлок       | 7         | Лесно-Локотецкий сельсовет    |
| 26  | Георгиевское            | село          | 67        | Георгиевский сельсовет        |
| 27  | Глебовка                | село          | 13        | Георгиевский сельсовет        |
| 28  | Глумово                 | деревня       | 35        | Чемодановский сельсовет       |
| 29  | Гора                    | посёлок       | 8         | Михайловский сельсовет        |
| 30  | Григоровка              | деревня       | 19        | Ястребиновский сельсовет      |
| 31  | Грунин Воргол           | ж.д. станция  | 39        | Георгиевский сельсовет        |
| 32  | Грунин Воргол           | село          | 496       | Грунино-Воргольский сельсовет |
| 33  | Дмитриевка              | село          | 306       | Петрищевский сельсовет        |
| 34  | Дружба                  | посёлок       | ↘460      | Становлянский сельсовет       |
| 35  | Елизаветовка            | деревня       | 95        | Успенский сельсовет           |
| 36  | Жилое                   | деревня       | ↘4        | Петрищевский сельсовет        |
| 37  | Журавлёвка              | деревня       | ↘0        | Лукьяновский сельсовет        |
| 38  | Злобино                 | село          | 483       | Кирилловский сельсовет        |
| 39  | Казанский               | посёлок       | 18        | Ламской сельсовет             |
| 40  | Калиновка               | село          | 4         | Красно-Полянский сельсовет    |
| 41  | Каменка-Бунино          | деревня       | 9         | Петрищевский сельсовет        |
| 42  | Карабановский           | посёлок       | 25        | Ламской сельсовет             |
| 43  | Карповка                | деревня       | 22        | Островский сельсовет          |
| 44  | Кириллово               | село          | 298       | Кирилловский сельсовет        |
| 45  | Климентьево             | деревня       | 88        | Ястребиновский сельсовет      |
| 46  | Кличено                 | село          | 261       | Лесно-Локотецкий сельсовет    |
| 47  | Кличено-Заречье         | деревня       | 6         | Ламской сельсовет             |
| 48  | Ключики                 | деревня       | 27        | Островский сельсовет          |
| 49  | Коляевка                | деревня       | 3         | Лукьяновский сельсовет        |
| 50  | Красная Пальна          | село          | 193       | Красно-Полянский сельсовет    |
| 51  | Кропотово-Лермонтово    | деревня       | 1         | Лукьяновский сельсовет        |
| 52  | Крутое                  | деревня       | 0         | Ястребиновский сельсовет      |
| 53  | Лабынцево               | село          | 18        | Ламской сельсовет             |
| 54  | Ламская                 | деревня       | 64        | Ламской сельсовет             |
| 55  | Ламское                 | село          | ↘579      | Ламской сельсовет             |
| 56  | Лаухино                 | деревня       | 9         | Грунино-Воргольский сельсовет |
| 57  | Лесные Локотцы          | деревня       | 99        | Лесно-Локотецкий сельсовет    |
| 58  | Лимовое                 | деревня       | 11        | Георгиевский сельсовет        |
| 59  | Липовка                 | деревня       | 34        | Лукьяновский сельсовет        |
| 60  | Лукьяновка              | деревня       | 479       | Лукьяновский сельсовет        |
| 61  | Малые Бутырки           | деревня       | 7         | Лесно-Локотецкий сельсовет    |
| 62  | Малые Выселки           | деревня       | 41        | Успенский сельсовет           |
| 63  | Малый Лотошок           | деревня       | 31        | Михайловский сельсовет        |
| 64  | Маслово                 | деревня       | 189       | Соловьёвский сельсовет        |
| 65  | Мещерка                 | село          | 76        | Лесно-Локотецкий сельсовет    |
| 66  | Михайловка              | деревня       | 29        | Пальна-Михайловский сельсовет |
| 67  | Михайловка-Вторая       | деревня       | 47        | Михайловский сельсовет        |
| 68  | Морская                 | деревня       | 31        | Пальна-Михайловский сельсовет |
| 69  | Мценка                  | деревня       | 0         | Лукьяновский сельсовет        |
| 70  | Новиково                | деревня       | 69        | Огнёвский сельсовет           |
| 71  | Новоалександровка       | деревня       | 8         | Телегинский сельсовет         |
| 72  | Новосёлки               | деревня       | 3         | Лукьяновский сельсовет        |
| 73  | Новоселки               | деревня       | 25        | Островский сельсовет          |
| 74  | Новоспасское            | село          | 12        | Михайловский сельсовет        |
| 75  | Огневка                 | деревня       | 55        | Огнёвский сельсовет           |
| 76  | Озерки                  | деревня       | 7         | Огнёвский сельсовет           |
| 77  | Озёрки                  | деревня       | 168       | Петрищевский сельсовет        |
| 78  | Островки                | деревня       | 84        | Островский сельсовет          |
| 79  | Островки-Заречье        | деревня       | 44        | Островский сельсовет          |
| 80  | Палёнка                 | деревня       | 441       | Георгиевский сельсовет        |
| 81  | Пальна-Михайловка       | село          | 591       | Пальна-Михайловский сельсовет |
| 82  | Пахомовка               | деревня       | 12        | Островский сельсовет          |
| 83  | Петрищево               | деревня       | 50        | Петрищевский сельсовет        |
| 84  | Плоты                   | деревня       | 461       | Огнёвский сельсовет           |
| 85  | Подгорная               | деревня       | 12        | Георгиевский сельсовет        |
| 86  | Поддолгое               | деревня       | 15        | Телегинский сельсовет         |
| 87  | Подхорошее              | деревня       | 72        | Телегинский сельсовет         |
| 88  | Покровское              | село          | 25        | Георгиевский сельсовет        |
| 89  | Польское                | деревня       | 2         | Петрищевский сельсовет        |
| 90  | Поповка                 | деревня       | 16        | Петрищевский сельсовет        |
| 91  | Поряхино                | деревня       | 8         | Георгиевский сельсовет        |
| 92  | Посёлок имени Димитрова | посёлок       | 0         | Георгиевский сельсовет        |
| 93  | Реневка                 | деревня       | 2         | Лукьяновский сельсовет        |
| 94  | Самохваловка            | село          | 41        | Красно-Полянский сельсовет    |
| 95  | Светлый                 | посёлок       | 59        | Огнёвский сельсовет           |
| 96  | Семенек                 | село          | 189       | Михайловский сельсовет        |
| 97  | Сергеевка               | деревня       | 140       | Петрищевский сельсовет        |
| 98  | Слободка                | деревня       | 81        | Соловьёвский сельсовет        |
| 99  | Соловьёво               | село          | 390       | Соловьёвский сельсовет        |
| 100 | Спасское                | село          | 11        | Ламской сельсовет             |
| 101 | Становое                | село          | ↘5046     | Становлянский сельсовет       |
| 102 | Субочево                | деревня       | 10        | Телегинский сельсовет         |
| 103 | Сухинино                | деревня       | 5         | Красно-Полянский сельсовет    |
| 104 | Телегино                | село          | 475       | Телегинский сельсовет         |
| 105 | Тиньково                | деревня       | 30        | Кирилловский сельсовет        |
| 106 | Товарково               | деревня       | 39        | Островский сельсовет          |
| 107 | Толстая Дубрава         | село          | 650       | Михайловский сельсовет        |
| 108 | Травинка                | деревня       | ↘0        | Лесно-Локотецкий сельсовет    |
| 109 | Трегубово               | село          | 88        | Пальна-Михайловский сельсовет |
| 110 | Тростное                | село          | 727       | Телегинский сельсовет         |
| 111 | Уваровка                | деревня       |           | Успенский сельсовет           |
| 112 | Успенское               | село          | 287       | Успенский сельсовет           |
| 113 | Филенки                 | деревня       | 15        | Георгиевский сельсовет        |
| 114 | Ханинский               | посёлок       | 3         | Ламской сельсовет             |
| 115 | Целыковка               | деревня       | 102       | Петрищевский сельсовет        |
| 116 | Чемоданово              | деревня       | 302       | Чемодановский сельсовет       |
| 117 | Чернолес                | село          | 410       | Успенский сельсовет           |
| 118 | Чернолесье              | деревня       | 0         | Лукьяновский сельсовет        |
| 119 | Шевяковка               | деревня       | 9         | Чемодановский сельсовет       |
| 120 | Широкий                 | посёлок       | 28        | Михайловский сельсовет        |
| 121 | Яркино                  | деревня       | 257       | Ястребиновский сельсовет      |
| 122 | Ястребин Колодезь       | деревня       | 0         | Ястребиновский сельсовет      |

Упразднённые населённые пункты:
- 1984 год — деревня Становая и пристанционный посёлок Становая (Становлянский сельсовет)
- 1987 год — деревни Хрущёво-Лёвшино и Хрущёво-Ростовцево (Пальна-Михайловский сельсовет)
- 2001 год — деревни Бородиновка (Ястребиновский сельсовет), Озерки (Успенский сельсовет) и Садовая (Чемодановский сельсовет).

## Официальные символы района
Герб Становлянского района утверждён решением сессии Становлянского районного Совета депутатов № 141 от 05.08.2003 г.
Флаг Становлянского района утверждён решением сессии Становлянского районного Совета депутатов № 142 от 05.08.2003 г.

## Достопримечательности

### Усадьба Стаховичей
Расположена в селе Пальна-Михайловка. Памятник архитектуры федерального значения, включает в себя:
- Главный дом (начало XX века, архитектор А. Л. Витберг). 52°46′06″ с. ш. 38°32′13″ в. д.HGЯO
- Дом актёра (конец XIX века). 52°46′13″ с. ш. 38°32′43″ в. д.HGЯO
- Усыпальница Стаховичей (1895 год, архитектор Д. Жилярди). 52°46′16″ с. ш. 38°32′46″ в. д.HGЯO
- Парк (конец XVIII — середина XIX века)[25][26].

### Памятники архитектуры регионального значения
На основе списка Госдирекции по охране культурного наследия:
- Усадьба Буниных (XX век), хутор Бутырки.
- Усадьба Буниных (XX век), село Kаменка-Бунино.
- Усадьба Е. А. Бунина (XIX—XX век), село Огневка.
- Усадьба Чубаровичей-Буниных (памятное место), село Озерки.
- Церковь Богоматери Всех Скорбящих (1836 год), село Грунин Воргол. 52°51′05″ с. ш. 38°15′30″ в. д.HGЯO
- Церковь Воздвижения (1876—1886 год), село Соловьево. 52°47′09″ с. ш. 38°26′36″ в. д.HGЯO
- Церковь Покрова (1783 год), село Покровское. 52°53′18″ с. ш. 38°24′31″ в. д.HGЯO
- Церковь Покровская (1869—1884 год), село Злобино. 52°47′14″ с. ш. 38°14′18″ в. д.HGЯO

### Прочее
По материалам путеводителя Становлянского краеведческого музея:
- Бывшее поместье Лермонтовых, Кропотово[27].
- Церковь Успения Богородицы, бывшее село Шипово: место захоронения деда и отца М. Ю. Лермонтова, сестёр П. Л. Чебышёва, место службы отца писателя Н. В. Успенского[28].
- Усадьба князей Голицыных, село Ламское (бывшее здание школы-интерната)[29].
- Музей и памятник М. М. Пришвина, село Пальна-Михайловка[30].
- Дендропарк «Лесостепная опытно-селекционная станция» (1924 год), деревня Барсуково. Особо охраняемая природная территория[31].
- «Домик Надежды» — музей «забытых во времени вещей», деревня Подхорошее[32].
- Село Становое, районный центр:
  - Церковь Введения во храм Пресвятой Богородицы (2003 год).
  - Аллея культуры.
  - Аллея героев Советского Союза и России.
  - Краеведческий музей[33].